# Gårdby alvar
Gårdby alvar är ett naturreservat i Mörbylånga kommun i Kalmar län.
Området är naturskyddat sedan 2005 och är 122 hektar stort. Reservatet består av hällmarken i söder och lövskog i norr och en mindre våtmark däremellan.